# Clásica de Fusagasugá
La Clásica de Fusagasugá (oficialmente: Clásica Nacional de Ciclismo Ciudad de Fusagasugá) es una competencia ciclística regional colombiana por etapas (Cat. Nacional) de duración menor a una semana que se realiza en la ciudad de Fusagasugá y sus alrededores en el departamento de Cundinamarca.
El primer ganador fue el ciclista bogotano José Luis Vanegas y el ciclista con más ediciones ganadas es antioqueño Mauricio Ortega con dos victorias.

## Palmarés
| Año  | Ganador                                       | Segundo                                       | Tercero                                       |
| ---- | --------------------------------------------- | --------------------------------------------- | --------------------------------------------- |
| 1996 | José Luis Vanegas                             |                                               |                                               |
| 1997 | Victor Hugo Bolívar                           |                                               |                                               |
| 1998 | Carlos Robayo                                 |                                               |                                               |
| 1999 | Ángel Yesid Camargo                           | Uberlino Mesa                                 | José Luis Vanegas                             |
| 2000 | Juan Diego Ramírez                            |                                               |                                               |
| 2001 | Alexis Rojas                                  |                                               |                                               |
| 2002 | Daniel Rincón                                 | Argiro Zapata                                 | Ismael Sarmiento                              |
| 2003 | Ismael Sarmiento                              | Graciano Fonseca                              | Juan Carlos Rojas                             |
| 2004 | José Castelblanco                             | Víctor Becerra                                | Félix Cárdenas                                |
| 2005 | Javier Zapata                                 | Hernán Darío Muñoz                            | Fidel Jeobani Chacón                          |
| 2006 | Javier Alberto González                       | Libardo Niño                                  | Heberth Gutiérrez                             |
| 2007 | Juan Carlos López                             | Fabio Montenegro                              | Giovanni Barriga                              |
| 2008 | Iván Casas                                    | Santiago Ojeda                                | Julián Rodas                                  |
| 2009 | Mauricio Ortega                               | Juan Carlos López                             | John Martínez                                 |
| 2010 | Mauricio Ortega                               | Sergio Henao                                  | Didier Chaparro                               |
| 2011 | Libardo Niño                                  | Jeffry Romero                                 | Freddy Montaña                                |
| 2012 | Rafael Infantino                              | Edwin Carvajal                                | Isaac Bolívar                                 |
| 2013 | Ramiro Rincón                                 | Óscar Sevilla                                 | Freddy Montaña                                |
| 2014 | Óscar Sevilla                                 | Fernando Camargo                              | Mauricio Ortega                               |
| 2015 | Álvaro Yamid Gómez                            | Robinson Chalapud                             | Didier Sastoque                               |
| 2016 | Fabio Duarte                                  | Juan Pablo Suárez                             | Carlos Andrés Parra                           |
| 2017 | Robinson Chalapud                             | Alexis Camacho                                | Carlos Mario Ramírez                          |
| 2018 | edición cancelada                             | edición cancelada                             | edición cancelada                             |
| 2019 | José Tito Hernández                           | Miguel Ángel Reyes                            | Alexis Camacho                                |
| 2020 | edición cancelada por la pandemia de COVID-19 | edición cancelada por la pandemia de COVID-19 | edición cancelada por la pandemia de COVID-19 |
| 2021 | Wilson Peña                                   | Hernán Aguirre                                | Robinson Ortega                               |
| 2022 | Rodrigo Contreras                             | Cristian Muñoz                                | Germán Chaves                                 |
| 2023 | Germán Chaves                                 | Julián Cardona                                | Omar Mendoza                                  |
| 2024 | Alejandro Callejas                            | Cristian Rico                                 | Jeisson Casallas                              |
| 2025 | Wilson Peña                                   | Cristian Camilo Muñoz                         | Yeison Reyes                                  |